# International Association of Sanskrit Studies
International Association Of Sanskrit Studies (IASS) est une association internationale dont le but est la préservation du sanskrit. Celle-ci organise des conférences dans le monde entier depuis 1972 et réunit les plus grands spécialistes de la langue sanskrite ainsi que de la littérature classique indienne. L'association organise trisannuellement la Conférence mondiale du sanskrit .

## Histoire
L'association a été créée à la suite de la première Conférence mondiale du sanskrit de 1972, parrainée par le gouvernement central de l'Inde avec la collaboration de UNESCO.

## Statut et organisation
Depuis 2012, le Conseil d’administration est composé : d’un président, de quatre vice-présidents honoraires, d’un secrétaire général et d’un trésorier. 
Le Conseil travaille en étroite collaboration avec les cinq  directeurs généraux et les dix-sept membres du comité consultatif.
Liste des présidents successifs depuis la création de l’association:
- Professeur V. Raghavan (1972–1979) ;

- Professeur Ramchandra Narayan Dandekar (en) (1979–1994) ;

- Professeur Ram Karan Sharma (en) (1994–2006) ;

- Professeur Vempati Kutumba Sastry (en) (2006–October 2018).

L’élection du nouveau président ou de la nouvelle présidente aura lieu à l’occasion de la 18e conférence qui se déroulera à  Canberra, Australie, du 18 au 22 janvier 2021.
L'adhésion est ouverte à tous

## Publication périodique
La lettre d’information (Newsletter) est publiée par  CESMEO, à Turin, Italie, dans le journal Indologia Taurinensia, qui est l’organe officiel de l’IASS. Elle est publiée tous les trois ans, à l’occasion des conférences triannuelles qui se déroulent chaque fois sur un des cinq continents,.